# Igor Choroszew
Igor Piotrowicz Choroszew (ros. И́горь Петро́вич Хоро́шев; ur. 14 lipca 1965 w Moskwie) – rosyjski klawiszowiec mieszkający w USA, najlepiej znany z pracy w zespole Yes w latach 1997–2001. Choroszew zagrał na takich albumach studyjnych zespołu, jak Open Your Eyes i The Ladder, a także na albumie koncertowym House of Yes: Live from House of Blues.

## Życiorys
Uczył się gry na fortepianie już od czwartego roku życia, a później nauczył się grać również na puzonie, waltorni, gitarze i perkusji. Uzyskał tytuł magistra w dziedzinie muzyki.
Na początku lat 90. XX wieku przeniósł się do USA i osiedlił w Bostonie, gdzie współpracował m.in. z Benjaminem Orrem z zespołu The Cars. Carl Jacobson z firmy Cakewalk przedstawił Choroszewa frontmanowi zespołu Yes Jonowi Andersonowi.
W roku 1999 wydał solowy album Piano Works. Zagrał również na albumie nagranym w hołdzie zespołowi Emerson, Lake & Palmer o nazwie Encores, Legends and Paradox. Od opuszczenia Yes, Choroszew zajmuje się głównie komponowaniem muzyki filmowej.